# 呂号第百二潜水艦
| 画像をアップロード |                                                             |
| 艦歴               |                                                             |
| 計画               | 昭和16年度計画（マル臨計画）                                |
| 起工               | 1941年9月30日                                               |
| 進水               | 1942年4月17日                                               |
| 就役               | 1942年11月17日                                              |
| その後             | 1943年5月14日戦没                                           |
| 除籍               | 1943年7月15日                                               |
| 性能諸元           |                                                             |
| 排水量             | 基準：525トン 常備：601トン 水中：782トン                   |
| 全長               | 60.90m                                                      |
| 全幅               | 6.00m                                                       |
| 吃水               | 3.51m                                                       |
| 機関               | 艦本式24号6型ディーゼル2基2軸 水上：1,000馬力 水中：760馬力 |
| 電池               | 1号15型120個                                                |
| 速力               | 水上：14.2kt 水中：8.0kt                                    |
| 航続距離           | 水上：12ktで3,500海里 水中：3ktで60海里                     |
| 燃料               | 重油：50トン                                                |
| 乗員               | 38名                                                        |
| 兵装               | 25mm機銃連装1基2挺 魚雷発射管 艦首4門 53cm魚雷8本           |
| 備考               | 安全潜航深度：75m                                           |

呂号第百二潜水艦（ろごうだいひゃくにせんすいかん）は、日本海軍の潜水艦。呂百型潜水艦（小型）の3番艦。

## 艦歴
- 1941年（昭和16年）9月30日 - 川崎重工業で起工。
- 1942年（昭和17年）4月17日 - 進水
  - 11月17日 - 竣工。横須賀鎮守府籍に編入[2]。
- 1943年（昭和18年）1月16日 - 第8艦隊第7潜水戦隊に編入[2]。
  - 1月25日 - 横須賀を出航[2]。
  - 2月8日 - トラック着[2]
  - 2月11日 - トラック発。15日にラバウル着[2]。
  - 2月22日 - ラバウルを出航。ニューギニア南方で活動[2]。
  - 3月30日 - ラバウルを出航。ガダルカナル島東方で活動[2]。
  - 4月29日 - ラバウルを出航。ラビ南方海面で活動[2]。
  - 5月9日 - ラビ南方で敵情報告後に消息不明[2]。
  - 5月14日 - ラビ付近で米魚雷艇PT-150、PT-152の攻撃により戦没[2]。
  - 6月2日 - ニューギニア南東で亡失と認定[3]。

## 歴代艦長
※『艦長たちの軍艦史』456頁による。

### 艤装員長
- 不詳

### 艦長
- 兼本正二 大尉：1942年11月11日 - 1943年5月14日戦死